# Оуэн-Фолс
Оуэн-Фолс, также известная как Налубале — гидростанция на реке Белый Нил неподалёку от её истока (оз. Виктория) в Уганде. Налубале — название озера Виктория на языке луганда.

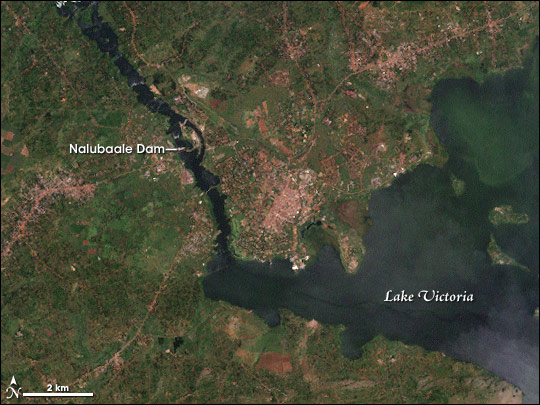
Фото со спутника

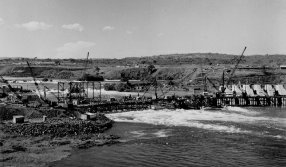
Строительство дамбы в начале 1950-х

## История создания
В 1947 году английский инженер Чарльз Редверс Вестлэйк в докладе колониальному правительству Уганды предложил построить гидростанцию в местечке Оуэн-Фолс близ города Джинджа, создав для этого Совет по электрификации Уганды (Uganda Electricity Board, UEB) с ним самим во главе. Плотина была завершена в 1954 году, водохранилище поглотило пороги Риппон (Ripon Falls), которые издавна ассоциировались с местом истока Нила. ГЭС обеспечивает электроэнергией Уганду и часть соседней Кении. Состояние и производительность станции значительно ухудшились за время правления Иди Амина.
До постройки плотины ГЭС уровень воды в озере Виктория контролировался естественным скальным выступом в северной части озера. В случае подъёма уровня, вода перетекала через гребень и попадала в Белый Нил, если же уровень воды был слишком низким, река пересыхала. После строительства плотины было заключено специальное соглашение между Угандой и Египтом, гарантировавшее, что естественное течение Нила не будет изменено.
Мощность ГЭС Оуэн-Фолс составляет 180 МВт. Изначально были смонтированы 10 турбин, мощностью 15 МВт каждая. В начале 1980-х годов на станции был проведен капитальный ремонт с целью модернизации сильно пострадавшей за десятилетие диктатуры Амина плотины. В ходе ремонта мощность турбин была увеличена.
В 1993 году был начат проект расширения Оуэн-Фолс, предполагавший строительство второй электростанции в километре ниже по течению от первой ГЭС. Основные работы по строительству плотины были закончены к 1999 году, первые две турбины были запущены в 2000 году. Проект предусматривал 5 турбин, оставшиеся две были смонтированы в 2003 году. Каждая турбина имеет мощность 40 МВт. Во время официальной церемонии открытия в 2003 году сооружение получило название ГЭС Киира. Работы были выполнены компанией Acres International (теперь Hatch Ltd) из Канады.
С 2007 по 2012 год построена ещё одна гидроэлектростанция — ГЭС Буджагали.